# 布莱克·克拉克
布莱克·克拉克（英語：Blake Clark，1946年2月2日—）是美国栋笃笑喜剧演员、演员，出生于揚克斯，代表作有《淘气小子看世界》中的切特·亨特（Chet Hunter）以及《男人唔易做》扮演“硬件商店的家伙”哈利（Harry "the Hardware Store Guy"）。克拉克亦是目前《玩具总动员》中弹簧狗的配音员。